# أورام القلب الأولية

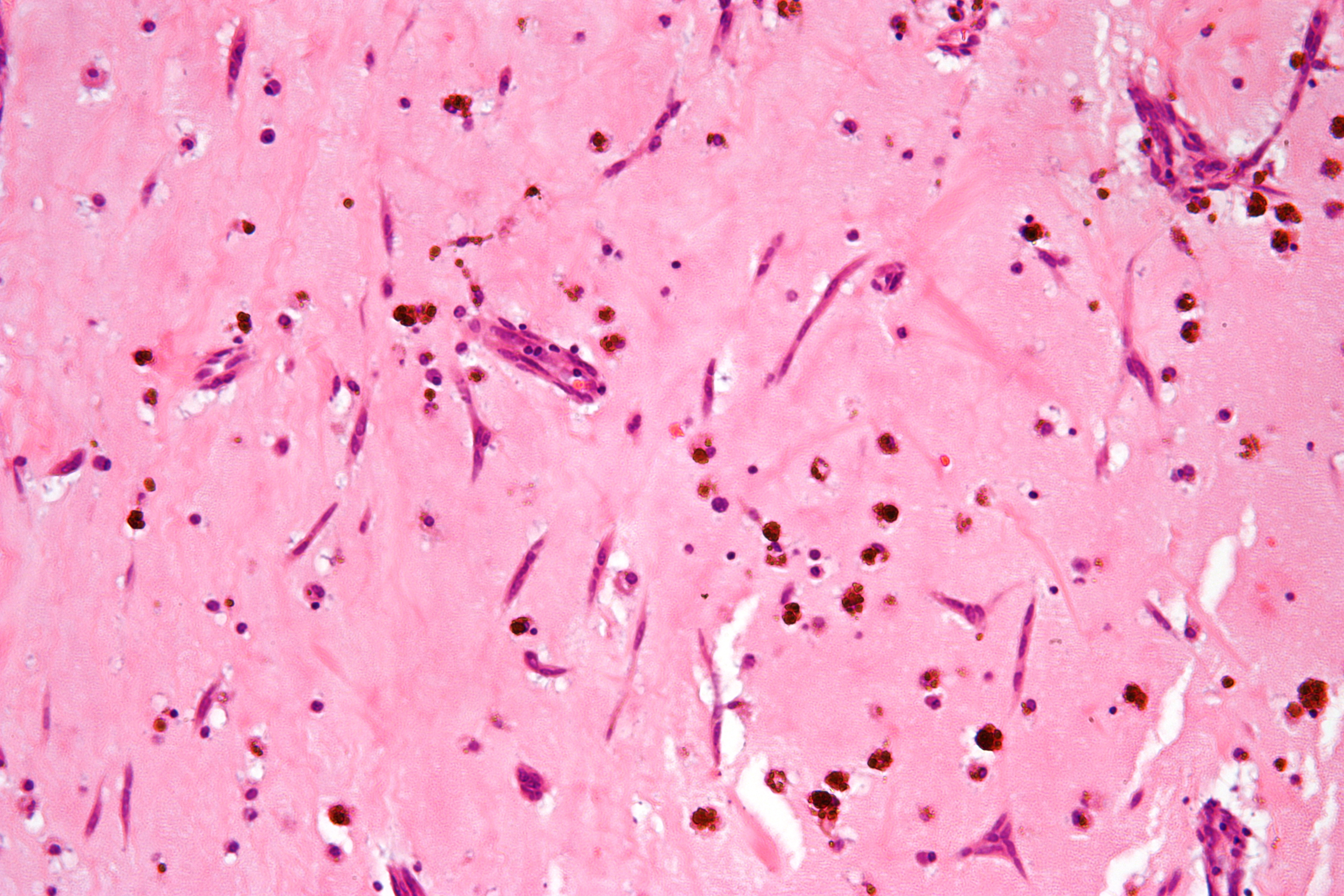
صورة مجهرية من الورم المخاطي الأذيني, وهي الأكثر شيوعاً بين اورام القلب الأولية.

أورام القلب الأولية هي اورام نادرة جداً تنشأ من الأنسجة الطبيعية التي تشكل القلب. على عكس الأورام الثانوية للقلب , و التي عادة ما تكون إما ورم نقيلي من جزء آخر من الجسم أو أن تدخل الأورام إلى القلب بطريقة الانتشار المباشر من أعضاء مجاورة.

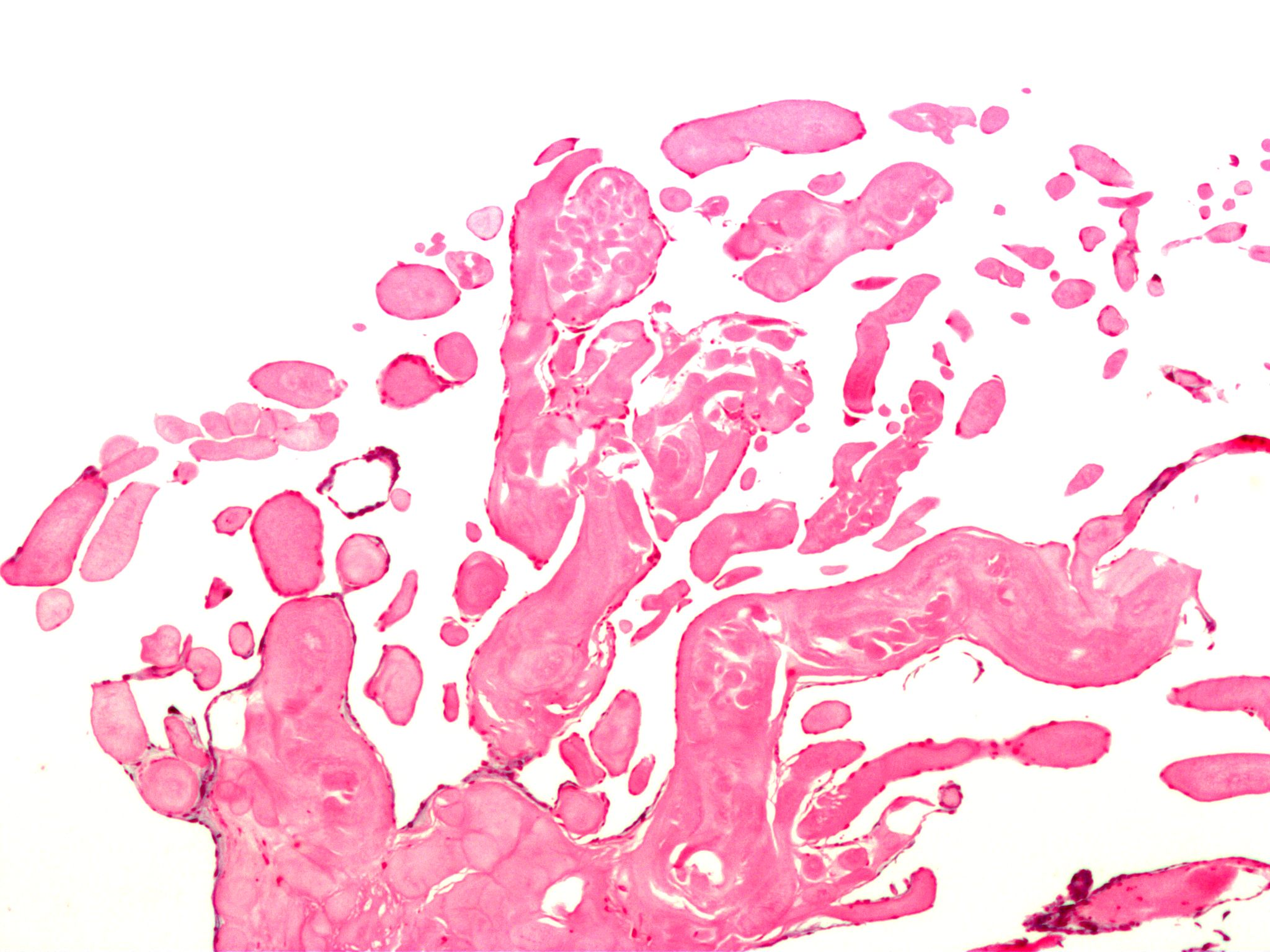
صورة مجهرية للورم الليفي الحليمي, ورم حميد لصمامات القلب. صبغة الهيماتوكسلين والأيوزين.

## الأنواع
الحميد
الورم المخاطي هو الورم الحميد الأكثر انتشاراً. فيشكل الورم المخاطي مامقدارة 77٪ من علميات الأورام الأولية للقلب. وهنالك أوراماً أقل شيوعاً في القلب كالورم الشحمي والورم الكيسي في المنطقة العقدية الأذينية البطينية.
الخبيثة
حوالي 20٪ من أورام القلب الأولية خبيثة وتشمل ساركومة عضلية مخططة و ساركومة وعائية وساركومة مخاطية وساركومة ليفية وساركومة عضلية ملساء وساركومة الخلية الشبكية وصلدة ورم الخلايا المستديرة الصغيرة وساركومة شحمية. وممكن ان تصيب الاورام اللحمية القلبية مختلف الاعمار لكن الشائع أنها تصيب الافراد من العشرينيات إلى الأربعينيات وتصيب النساء والرجال على حدٍ سواء.
الصمامي
الصمامي هي مجموعة فرعية من الأورام القلبية يعثر عليها في صمامات . توجد الأورام التي تؤثر على صمامات القلب بتوزيع متساو بين صمامات القلب الأربعة. وأكثرها انتشاراً هو الورم الليفي الحليمي. وتحدث أورام صمامات القلب غالباً للذكور. في حين أن معضم هذه الأورام ليست خبيثة ، فهي أكثر عرضة لأعراض تتعلق بالصمام، بما في ذلك أعراض عصبية و(في بعض الحالات) الموت القلبي المفاجئ.

## التشخيص
الغالبية العظمى من أورام القلب حميدة ولاتؤدي للوفاة المباشرة أياً كان فإن الأورام الحميدة في القلب من الممكن أن تكون قاتلة بسبب إما تمديد مباشر إلى نظام التوصيل الكهربائي للقلب (مسببةً إحصار أذيني بطيني من الدرجة الثالثة أو خلل قاتل للنظم )، أو بسبب انصمام من كتلة الورم التي قد يكون لها عواقب قاتلة. الأورام الخبيثة للقلب قد تكون أكثر سوءاً وبشكل عام تؤدي الاورام اللحمية القلبية إلى الوفاة خلال سنتين من التشخيص، بسبب الإرشاح السريع لعضلة القلب ، وعرقلة التدفق الطبيعي للدم داخل القلب.